# Christian Poos
Christian Poos es un ciclista luxemburgués, nacido el 5 de noviembre de 1977 en Luxemburgo.

## Palmarés
| 1997 - 2.º en el Campeonato de Luxemburgo en Ruta 1999 - Campeonato de Luxemburgo Contrarreloj 2000 - 2.º en el Campeonato de Luxemburgo en Ruta 2001 - Campeonato de Luxemburgo en Ruta 2002 - Campeonato de Luxemburgo de ciclismo contrarreloj - Campeón de Luxemburgo de ciclismo en ruta 2003 - Campeonato de Luxemburgo Contrarreloj - 3.º en el Campeonato de Luxemburgo en Ruta | 2006 - 2.º en el Campeonato de Luxemburgo Contrarreloj 2007 - Campeonato de Luxemburgo de ciclismo contrarreloj - 2.º en el Campeonato de Luxemburgo en Ruta 2008 - 1 etapa del Tour de Moselle - 2.º en el Campeonato de Luxemburgo Contrarreloj - 3.º en el Campeonato de Luxemburgo en Ruta 2009 - 3.º en el Campeonato de Luxemburgo Contrarreloj - ̈1º en Gran Premio François-Faber 2010 - 3.º en el Campeonato de Luxemburgo Contrarreloj - Gran Premio François-Faber 2011 - Campeonato de Luxemburgo Contrarreloj - 1 etapa del Tour de Sibiu |